# Phú Hài
Phú Hài (tên cũ: Phú Hải, Phố Hài) là một phường thuộc thành phố Phan Thiết, tỉnh Bình Thuận, Việt Nam.
Tên Phú Hài bắt nguồn từ tiếng Chăm Pajai.
Phường Phú Hài có diện tích 12,13 km², dân số năm 2001 là 10.980 người. Năm 2015 dân số của phường đạt 16876 người, mật độ dân số đạt 1.391 người/km².